# Pseuderesia
Pseuderesia is een geslacht van vlinders van de familie Lycaenidae.

## Soorten
- P. beni Stempffer, 1961
- P. catharina Butler, 1874
- P. clenchi Stempffer, 1961
- P. cornesi Stempffer, 1969
- P. cornucopiae (Holland, 1892)
- P. eleaza (Hewitson, 1873)
- P. issia Stempffer, 1969
- P. jacksoni Stempffer, 1969
- P. magnimacula Rebel, 1919
- P. mapongua (Holland, 1893)
- P. mildbraedi Schultze, 1912
- P. nigeriana Stempffer, 1962
- P. ouesso Stempffer, 1962
- P. paradoxa Schultze, 1922
- P. phaeochiton Grünberg
- P. picta Grose-Smith, 1898
- P. rougeoti Stempffer, 1961
- P. rutilo Druce, 1910
- P. shekiani Holl.